# Gioconda Mussolini
Gioconda Mussolini (São Paulo,  15 de novembro de 1913 — 28 de maio de 1969) foi uma antropóloga brasileira, professora da Universidade de São Paulo. Foi a primeira mulher, no Brasil, a escolher a Antropologia como sua profissão.

## Vida e carreira acadêmica
Gioconda era a terceira de sete filhas do imigrante italiano Umberto Mussolini e de Adalgisa Vieiga. A família paterna se estabeleceu inicialmente no Bom Retiro e, depois, nos bairros da Luz e Campos Elísios, em atividades comerciais. Formou-se como professora primária, em 1931, na Escola Normal Padre Anchieta.
Em 1933, ingressou na rede pública de ensino do Estado de São Paulo, no distrito rural de Jacupiranga, no litoral sul do estado. Retorna à capital paulista, ao ser admitida no Curso de Aperfeiçoamento de Professores Primários, que funcionava no Instituto Caetano de Campos, na Praça da República, ainda em 1933, curso que equivalia aos dois primeiros anos do Curso de Pedagogia da Faculdade de Filosofia" da USP.
Em 1935, matriculou-se no curso de Ciências Sociais da recém-criada Faculdade de Filosofia, Ciências e Letras da Universidade de São Paulo. Concluiu o curso em 1937 e, no ano sucessivo, foi convidada a integrar, como assistente voluntária, a cátedra de Sociologia I, regida então pelo professor Paul Arbousse-Bastide (1899-1985). A partir daí, iniciou a sua carreira docente na Faculdade de Filosofia da USP.  Em 1944, um ano antes de obter o seu título de Mestrado (na  Escola de Sociologia e Política de São Paulo) transferiu-se para a Cadeira de Antropologia, criada em 1941 e chefiada pelo professor alemão Emilio Willems.

## Morte
Gioconda Mussolini faleceu em 28 de maio de 1969, dois dias depois de ministrar sua última aula.
A rua Professora Gioconda Mussolini, no bairro do Butantã, em São Paulo, foi assim denominada em sua homenagem.

## Obras publicadas (lista parcial)
- 1944: Notas sobre os conceitos de moléstia, cura e morte entre os índios Vapidiana. Sociologia, 6 (2).
- 1945: O Cerco da Tainha na Ilha de São Sebastião. Sociologia, 7 (3).
- 1946: O Cerco Flutuante: uma Rede de Pesca Japonesa que teve a Ilha de São Sebastião como Centro de Difusão no Brasil. Sociologia, 8 (3).
- 1950: Os "Pasquins" do Litoral Norte de São Paulo e suas peculiaridades na Ilha de São Sebastião. Revista do Arquivo Municipal, CXXXIV.
- 1952: Buzios Island: a Caiçara Community in Southern Brazil (com Emilio Willems).
- 1953: Aspectos da cultura e da vida social no litoral brasileiro. Revista de Antropologia 1 (2).
- 1955: Persistência e mudança em sociedades de folk no Brasil, Anais do XXXI Congresso Internacional de Americanistas, vol. I.
- 1969: Evolução, Raça e Cultura (Leituras de Antropologia Física).

### Publicações póstumas
- 1980: Ensaios de Antropologia Indígena e Caiçara (org. de Edgard Carone e introdução de Antonio Candido).
- 2003: A Ilha de Búzios: uma comunidade Caiçara no Sul do Brasil' (com Emilio Willems, tradução por Ana Maria Pontifex do livro de 1952).